# جيمس جي. هارفي
جيمس جي. هارفي (بالإنجليزية: James Harvey)‏ هو سياسي كندي، ولد في 3 يونيو 1869، وتوفي في 1951.